# Uvariopsis
Genre
Uvariopsis est un genre de plantes à fleurs de la famille des Annonaceae dans la classification phylogénétique comprenant environ 18 espèces originaires d'Afrique. 

## Liste d'espèces
Selon Catalogue of Life (24 juillet 2017) :
- Uvariopsis bakeriana (Hutch. & Dalziel) Robyns & Ghesq.
- Uvariopsis bisexualis Verdc.
- Uvariopsis congensis Robyns & Ghesq.
- Uvariopsis congolana (De Wild. ) R. E. Fr.
- Uvariopsis dioica (Diels) Robyns & Ghesq.
- Uvariopsis globiflora Keay
- Uvariopsis guineensis Keay
- Uvariopsis korupensis Gereau & Kenfack
- Uvariopsis le-testui Pellegr.
- Uvariopsis lovettiana Couvreur & Q. Luke
- Uvariopsis noldeae Exell & Mendonça
- Uvariopsis sessiliflora (Mildbr. & Diels) Robyns & Ghesq.
- Uvariopsis solheidii (De Wild.) Robyns & Ghesq.
- Uvariopsis submontana Kenfack, Gosline & Gereau
- Uvariopsis tripetala (Baker f.) G. E. Schatz
- Uvariopsis vanderystii Robyns & Ghesq.
- Uvariopsis zenkeri Engl.

Selon NCBI (24 juillet 2017) :
- Uvariopsis bakeriana
- Uvariopsis korupensis
- Uvariopsis submontana
- Uvariopsis tripetala
- Uvariopsis vanderystii

Selon The Plant List (24 juillet 2017) :
- Uvariopsis bakeriana (Hutch. & Dalziel) Robyns & Ghesq.
- Uvariopsis bisexualis Verdc.
- Uvariopsis congensis Robyns & Ghesq.
- Uvariopsis congolana (De Wild.) R.E.Fr.
- Uvariopsis dioica (Diels) Robyns & Ghesq.
- Uvariopsis globiflora Keay
- Uvariopsis guineensis Keay
- Uvariopsis korupensis Gereau & Kenfack
- Uvariopsis letestui Pellegr.
- Uvariopsis noldeae Exell & Mendonça
- Uvariopsis pedunculosa (Diels) Robyns & Ghesq.
- Uvariopsis sessiliflora (Mildbr. & Diels) Robyns & Ghesq.
- Uvariopsis solheidii (De Wild.) Robyns & Ghesq.
- Uvariopsis submontana Kenfack, Gosline & Gereau
- Uvariopsis vanderystii Robyns & Ghesq.
- Uvariopsis zenkeri Engl.

Selon Tropicos (24 juillet 2017) (Attention liste brute contenant possiblement des synonymes) :
- Uvariopsis bakeriana (Hutch. & Dalziel) Robyns & Ghesq.
- Uvariopsis batesii Robyns & Ghesq.
- Uvariopsis bisexualis Verdc.
- Uvariopsis chevalieri Robyns & Ghesq.
- Uvariopsis citrata Couvreur & Niangadouma
- Uvariopsis congensis Robyns & Ghesq.
- Uvariopsis congolana (De Wild.) R.E. Fr.
- Uvariopsis dioica (Diels) Robyns & Ghesq.
- Uvariopsis globiflora Keay
- Uvariopsis guineensis Keay
- Uvariopsis korupensis Gereau & Kenfack
- Uvariopsis letestui Pellegr.
- Uvariopsis lovettiana Couvreur & Q. Luke
- Uvariopsis noldeae Exell & Mendonça
- Uvariopsis pedunculosa (Diels) Robyns & Ghesq.
- Uvariopsis sessiliflora (Mildbr. & Diels) Robyns & Ghesq.
- Uvariopsis solheidii (De Wild.) Robyns & Ghesq.
- Uvariopsis submontana Kenfack, Gosline & Gereau
- Uvariopsis tripetala (Baker f.) G.E. Schatz
- Uvariopsis vanderystii Robyns & Ghesq.
- Uvariopsis zenkeri Engl.

Espèce nommée en 2022 :
- Uvariopsis dicaprio[5], Cheek & Gosline.